# Dammott
Dammott, Nymphula nitidulata är en fjärilsart som först beskrevs av Johann Siegfried Hufnagel 1767.  Dammott ingår i släktet Nymphula, och familjen mott. Arten är reproducerande i Sverige.

## Bildgalleri

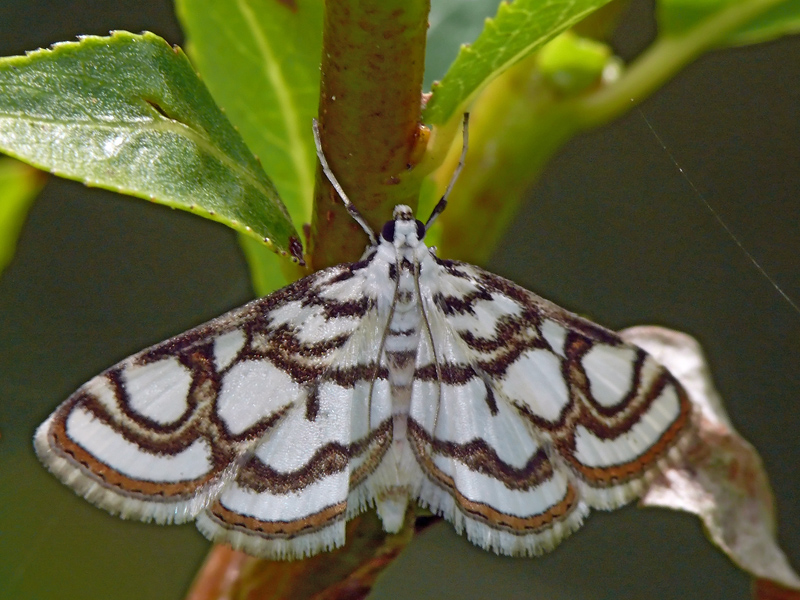